# スマイルビット
株式会社スマイルビット（Smilebit Corporation）は、かつて存在したセガの開発子会社。

## 概要
第2研究開発部 (R&D2研) と第1CS研究開発部（CS1研）が第6ソフトウェア研究開発部（AM6研）、チームアンドロメダとしても知られる、を経て独立し2000年7月1日に設立された。社名は、「世界中の人々にほっとして思わず微笑んでしまう時間を提供する。」事を目指して命名。設立当時の社長はアロハ社長の異名を持った新井瞬。『つくろう！シリーズ』のスポーツ育成ゲームを得意としていた。また、Jリーグ浦和レッズのスポンサーだった時期があり、レッズのホームゲームでは、スタジアムのアドボードに「スマイルビット」の文字を見ることができた。
2003年10月1日のグループ再編により社長が川越隆幸に変わる。同時にスポーツゲーム以外の権利と開発業務をアミューズメントヴィジョンに移行し、スポーツゲーム専門の開発会社となった。
2004年7月1日に、セガの他の開発子会社であるセガワウ、SEGA-AM2、ヒットメーカー、アミューズメントヴィジョン、ソニックチーム、デジタルレックスとともに再びセガに統合された。

## 作品
- ハンドレッドソード
- ジェットセットラジオ フューチャー
- ガンヴァルキリー
- パンツァードラグーン オルタ

（上記作品は、アミューズメントヴィジョンに権利譲渡）
- プロサッカークラブをつくろう!
- プロ野球チームをつくろう!
- ダービー馬をつくろう!